# Démographie du Val-d'Oise
La démographie du Val-d'Oise est caractérisée par une très forte densité et une population en croissance modérée depuis sa création.
Avec ses 1 270 845 habitants en 2022, le département français du Val-d'Oise se situe en 16e position sur le plan national.
En six ans, de 2015 à 2021, sa population s'est accrue de près de 41 300 unités, c'est-à-dire de plus ou moins 6 900 personnes par an. Mais cette variation est différenciée selon les 183 communes que comporte le département.
La densité de population du Val-d'Oise, 1 019,9 habitants par kilomètre carré en 2022, est 9 fois supérieure à celle de la France entière qui est de 107,1 hab./km2 pour la même année.

## Évolution démographique du département du Val-d'Oise
Le département a été créé par décret du 1er janvier 1968. Il comporte alors 185 communes. Les recensements effectués tous les cinq ans permettent de connaître précisément l'évolution des territoires. 
En 2022, le département comptait 1 270 845 habitants, en évolution de +4 % par rapport à 2016 (France hors Mayotte : +2,11 %).
| 1881    | 1886    | 1891    | 1896    | 1901    | 1906    | 1911    | 1921    | 1926    |
| ------- | ------- | ------- | ------- | ------- | ------- | ------- | ------- | ------- |
| 134 859 | 143 028 | 143 387 | 154 118 | 164 962 | 178 444 | 196 599 | 227 220 | 283 256 |

| 1931    | 1936    | 1946    | 1954    | 1962    | 1968    | 1975    | 1982    | 1990      |
| ------- | ------- | ------- | ------- | ------- | ------- | ------- | ------- | --------- |
| 353 374 | 350 487 | 344 744 | 412 658 | 546 253 | 693 269 | 840 885 | 920 598 | 1 049 598 |

| 1999      | 2006      | 2011      | 2016      | 2021      | 2022      | - | - | - |
| --------- | --------- | --------- | --------- | --------- | --------- | - | - | - |
| 1 105 464 | 1 157 052 | 1 180 365 | 1 221 923 | 1 256 607 | 1 270 845 | - | - | - |

## Population par divisions administratives

### Arrondissements
Le département du Val-d'Oise comporte trois arrondissements. La population se concentre principalement sur l'arrondissement de Sarcelles, qui recense 38 % de la population totale du département en 2022, avec une densité de 1 308,5 hab./km2, contre 34 % pour l'arrondissement d'Argenteuil et 28 % pour celui de Pontoise.
| Arrondissement  | Population(2022) | Variation(2022/2016)                       | Superficie(km2) | Densité(hab./km2) |
| --------------- | ---------------- | ------------------------------------------ | --------------- | ----------------- |
| Sarcelles       | 485 841          | en évolution de +3,12 % par rapport à 2016 | 371,3           | 1 308,5           |
| Argenteuil      | 430 278          | en évolution de +4,35 % par rapport à 2016 | 108,6           | 3 962             |
| Pontoise        | 354 726          | en évolution de +4,82 % par rapport à 2016 | 766             | 463,1             |
| Source : Insee. |                  |                                            |                 |                   |

### Communes de plus de25 000 habitants
Sur les 183 communes que comprend le département du Val-d'Oise, 83 ont en 2021 une population municipale supérieure à 2 000 habitants, 56 ont plus de 5 000 habitants, 36 ont plus de 10 000 habitants, 21 ont plus de 20 000 habitants, 17 ont plus de 25 000 habitants et trois ont plus de 50 000 habitants : Argenteuil, Cergy et Sarcelles.
Les évolutions respectives des communes de plus de 25 000 habitants sont présentées dans le tableau ci-après.
| Commune               | Population(2022) | Variation(2022/2016)                        | Superficie(km2) | Densité(hab./km2) |
| --------------------- | ---------------- | ------------------------------------------- | --------------- | ----------------- |
| Argenteuil            | 107 135          | en évolution de −3,02 % par rapport à 2016  | 17,22           | 6 221,5           |
| Cergy                 | 69 578           | en évolution de +9,02 % par rapport à 2016  | 11,65           | 5 972,4           |
| Sarcelles             | 58 576           | en évolution de +1,38 % par rapport à 2016  | 8,45            | 6 932,1           |
| Garges-lès-Gonesse    | 42 388           | en évolution de −0,49 % par rapport à 2016  | 5,47            | 7 749,2           |
| Franconville          | 38 024           | en évolution de +5,29 % par rapport à 2016  | 6,19            | 6 142,8           |
| Bezons                | 34 314           | en évolution de +18,42 % par rapport à 2016 | 4,16            | 8 248,6           |
| Herblay-sur-Seine     | 31 818           | en évolution de +9,47 % par rapport à 2016  | 12,74           | 2 497,5           |
| Pontoise              | 31 623           | en évolution de +3,04 % par rapport à 2016  | 7,15            | 4 422,8           |
| Goussainville         | 30 952           | en évolution de +0,01 % par rapport à 2016  | 11,52           | 2 686,8           |
| Ermont                | 29 189           | en évolution de +0,26 % par rapport à 2016  | 4,16            | 7 016,6           |
| Villiers-le-Bel       | 29 238           | en évolution de +7,31 % par rapport à 2016  | 7,3             | 4 005,2           |
| Taverny               | 27 065           | en évolution de +2,92 % par rapport à 2016  | 10,48           | 2 582,5           |
| Sannois               | 26 772           | en évolution de +0,89 % par rapport à 2016  | 4,78            | 5 600,8           |
| Cormeilles-en-Parisis | 27 086           | en évolution de +13,22 % par rapport à 2016 | 8,48            | 3 194,1           |
| Gonesse               | 26 959           | en évolution de +2,37 % par rapport à 2016  | 20,09           | 1 341,9           |
| Eaubonne              | 25 934           | en évolution de +3,07 % par rapport à 2016  | 4,42            | 5 867,4           |
| Saint-Ouen-l'Aumône   | 25 614           | en évolution de +6,34 % par rapport à 2016  | 12,21           | 2 097,8           |
| Source : Insee.       |                  |                                             |                 |                   |

## Structures des variations de population

### Soldes naturels et migratoires depuis 1968
La variation moyenne annuelle est positive et en baisse depuis les années 1970, passant de 2,8 à 0,6 %.
Le solde naturel annuel qui est la différence entre le nombre de naissances et le nombre de décès enregistrés au cours d'une même année, est resté stable à 1,0 %. La baisse du taux de natalité, qui passe de 17,8 à 15,9 ‰, est compensée par une baisse équivalente du taux de mortalité, qui parallèlement passe de 8,1 à 6,3 ‰.
Le flux migratoire est par contre en forte baisse sur la période courant de 1968 à 2021, baissant de 1,8 à −0,4 %. 
| Indicateurs démographiques                       | 1968 à1975 | 1975 à1982 | 1982 à1990 | 1990 à1999 | 1999 à2010 | 2010 à2015 | 2015 à2021 |
| ------------------------------------------------ | ---------- | ---------- | ---------- | ---------- | ---------- | ---------- | ---------- |
| Variation annuelle moyenne de la population en % | 2,8        | 1,3        | 1,7        | 0,6        | 0,5        | 0,7        | 0,6        |
| - due au solde naturel en %                      | 1,0        | 0,9        | 1,0        | 0,9        | 1,0        | 1,1        | 1,0        |
| - due au solde apparent des entrées sorties en % | 1,8        | 0,4        | 0,7        | -0,3       | -0,5       | -0,3       | -0,4       |
| Taux de natalité en ‰                            | 17,8       | 15,8       | 16,5       | 15,4       | 15,8       | 16,5       | 15,9       |
| Taux de mortalité en ‰                           | 8,1        | 7,2        | 6,7        | 6,2        | 5,9        | 5,8        | 6,3        |
| Source : Insee.                                  |            |            |            |            |            |            |            |

### Mouvements naturels sur la période 2014-2022
En 2014, 19 737 naissances ont été dénombrées contre 6 940 décès. Le nombre annuel des naissances a diminué depuis cette date, passant à 19 089 en 2022, indépendamment à une augmentation, mais relativement faible, du nombre de décès, avec 8 211 en 2022. Le solde naturel est ainsi positif et diminue, passant de 12 797 à 10 878.
Pour des raisons techniques, il est temporairement impossible d'afficher le graphique qui aurait dû être présenté ici.

## Densité de population
La densité de population est en augmentation depuis 1968, en cohérence avec l'augmentation de la population.
En 2021, la densité était de 1 008,6 hab./km2.
| 1968 |  | 556.4 |  |

| 1975 |  | 674.9 |  |

| 1982 |  | 738.9 |  |

| 1990 |  | 842.4 |  |

| 1999 |  | 887.3 |  |

| 2010 |  | 940.0 |  |

| 2015 |  | 975.5 |  |

| 2021 |  | 1008.6 |  |

## Répartition par sexes et tranches d'âges
La population du département est plus jeune qu'au niveau national.
En 2021, le taux de personnes d'un âge inférieur à 30 ans s'élève à 40,8 %, soit au-dessus de la moyenne nationale (35,1 %). À l'inverse, le taux de personnes d'âge supérieur à 60 ans est de 19,2 % la même année, alors qu'il est de 26,6 % au niveau national.
En 2021, le département comptait 611 457 hommes pour 645 150 femmes, soit un taux de 51,34 % de femmes, légèrement inférieur au taux national (51,61 %).
Les pyramides des âges du département et de la France s'établissent comme suit.
| Hommes | Classe d’âge | Femmes |
| ------ | ------------ | ------ |
| 0,4    | 90 ou +      | 1,1    |
| 4,5    | 75-89 ans    | 6      |
| 12,7   | 60-74 ans    | 13,6   |
| 19,2   | 45-59 ans    | 19     |
| 20,8   | 30-44 ans    | 21,1   |
| 19,6   | 15-29 ans    | 18,5   |
| 22,8   | 0-14 ans     | 20,7   |

| Hommes | Classe d’âge | Femmes |
| ------ | ------------ | ------ |
| 0,7    | 90 ou +      | 1,9    |
| 7,0    | 75-89 ans    | 9,5    |
| 16,6   | 60-74 ans    | 17,5   |
| 20,0   | 45-59 ans    | 19,5   |
| 18,8   | 30-44 ans    | 18,3   |
| 18,3   | 15-29 ans    | 16,7   |
| 18,6   | 0-14 ans     | 16,7   |

## Répartition par catégories socioprofessionnelles
La catégorie socioprofessionnelle des professions intermédiaires est surreprésentée par rapport au niveau national. Avec 17 % en 2021, elle est 2,6 points au-dessus du taux national (14,4 %). La catégorie socioprofessionnelle des retraités est quant à elle sous-représentée par rapport au niveau national. Avec 19,1 % en 2021, elle est 7,7 points en dessous du taux national (26,8 %).
| Catégorie socioprofessionnelle                    | 2015    | 2015 | 2021    | 2021 | Détails de l'année 2021 | Détails de l'année 2021 | Détails de l'année 2021            | Détails de l'année 2021            | Détails de l'année 2021            |
| Catégorie socioprofessionnelle                    | Nb      | %    | Nb      | %    | Hommes                  | Femmes                  | Part en % de la population âgée de | Part en % de la population âgée de | Part en % de la population âgée de |
| Catégorie socioprofessionnelle                    | Nb      | %    | Nb      | %    | Hommes                  | Femmes                  | 15 à 24 ans                        | 25 à 54 ans                        | 55 ans ou +                        |
| ------------------------------------------------- | ------- | ---- | ------- | ---- | ----------------------- | ----------------------- | ---------------------------------- | ---------------------------------- | ---------------------------------- |
| Agriculteurs exploitants                          | 634     | 0,1  | 536     | 0,1  | 409                     | 128                     | 0,0                                | 0,1                                | 0,1                                |
| Artisans, commerçants, chefs d'entreprise         | 28 313  | 3,0  | 32 074  | 3,2  | 24 749                  | 7 325                   | 0,7                                | 4,6                                | 2,4                                |
| Cadres et professions intellectuelles supérieures | 105 949 | 11,2 | 122 767 | 12,4 | 69 333                  | 53 434                  | 2,7                                | 18,9                               | 7,2                                |
| Professions intermédiaires                        | 165 578 | 17,4 | 167 993 | 17,0 | 76 037                  | 91 955                  | 9,8                                | 25,1                               | 8,1                                |
| Employés                                          | 181 276 | 19,1 | 177 344 | 18,0 | 53 693                  | 123 650                 | 14,6                               | 24,9                               | 8,9                                |
| Ouvriers                                          | 107 464 | 11,3 | 104 454 | 10,6 | 86 692                  | 17 762                  | 7,8                                | 14,7                               | 5,5                                |
| Retraités                                         | 186 172 | 19,6 | 188 386 | 19,1 | 85 424                  | 102 962                 | 0,0                                | 0,1                                | 58,4                               |
| Autres personnes sans activité professionnelle    | 174 633 | 18,4 | 193 683 | 19,6 | 78 410                  | 115 273                 | 64,5                               | 11,7                               | 9,4                                |
| Ensemble                                          | 950 018 | 100  | 987 237 | 100  | 474 746                 | 512 490                 | 100                                | 100                                | 100                                |
| Sources : Insee,.                                 |         |      |         |      |                         |                         |                                    |                                    |                                    |